# Il cattivo poeta
Il cattivo poeta è un film del 2020 scritto e diretto da Gianluca Jodice.
La pellicola narra gli ultimi anni di vita di Gabriele D'Annunzio, interpretato da Sergio Castellitto.

## Trama
1936. Il giovane bresciano Giovanni Comini, convinto sostenitore del Partito Nazionale Fascista, viene promosso federale. Poco dopo la sua nomina, a motivo della sua predisposizione alla poesia, Achille Starace gli affiderà una missione cruciale: dovrà entrare nelle grazie del grande poeta Gabriele d’Annunzio e spiarlo per conto del regime. Il poeta è oramai insofferente da tempo al fascismo, e poiché una nuova guerra è ormai considerata alle porte, Starace teme che se una persona di tale popolarità si esprimesse a sfavore dell'alleanza fra Mussolini e Hitler, la fiducia popolare sarebbe messa a repentaglio.
Comini diventa un assiduo frequentatore del Vittoriale, dove D'Annunzio si è da tempo ritirato in esilio, assistito dalle fedeli Luisa Baccara e Amélie Mazoyer. Il Vate, ormai vecchio, vive in completa clausura; perso nel ricordo delle sue glorie passate, limita al massimo le sue uscite pubbliche ed è dedito all'uso della cocaina. Tuttavia si affeziona molto a Comini, pur consapevole fin dall'inizio della sua missione; anche il giovane federale inizia pian piano a subire la fascinazione del poeta.
Venuto a sapere che Mussolini è in procinto di recarsi in Germania per essere ricevuto da Hitler, D'Annunzio chiede a Comini di organizzare un incontro col Duce, perché possa cercare di dissuaderlo dai suoi propositi. Il giovane ci proverà inutilmente. Intanto Comini ha una storia d'amore con una donna, Lina, che si ucciderà in seguito all'arresto del fratellastro antifascista. Il giovane federale inizia a dubitare del fascismo.
Nel 1937, alla morte di Guglielmo Marconi, D'Annunzio viene nominato d'ufficio presidente dell'Accademia d'Italia; il Vate, nel frattempo, inizia a manifestare segni di squilibrio e insofferenza. Il poeta riesce ad incontrare il Duce presso la Stazione di Verona Porta Nuova, al ritorno dal suo viaggio in Germania. Qui D'Annunzio cerca di avvertire il Duce sulla pericolosità di un'alleanza con Hitler, ma questi lo ignora a bella posta e lo tratta con estrema sufficienza. D'Annunzio, sconvolto, finisce per avere un crollo psicofisico, in seguito al quale saluterà per sempre il suo amico Comini rivelandogli che opporsi alla Guerra è un suo dovere e che farà un nuovo tentativo quando si recherà a Roma per accettare la carica di presidente dell'Accademia. Al suo rientro, tuttavia, Comini viene redarguito pesantemente da Starace poiché nei suoi dossier evidenzia l'insofferenza popolare verso l'alleanza tra Hitler e Mussolini.
Un anno dopo Gabriele D'Annunzio muore in circostanze poco chiare. Durante i suoi funerali, ai quali presenzia lo stesso Duce, Amélie regala a Comini una piuma di pavone appartenuta al Vate, a simbolo della loro amicizia. In seguito, Comini sarà espulso dal partito a causa della sua contrarietà all'alleanza tra Hitler e Mussolini; Luisa e Amélie dovranno invece lasciare per sempre il Vittoriale.

## Promozione
Il primo trailer del film, insieme ad una breve anteprima, è stato presentato il 5 settembre 2020 all'Aurum di Pescara, città natale di D'Annunzio, in occasione del centenario della Carta del Carnaro. Il trailer è stato poi diffuso online il 1º ottobre 2020.

## Distribuzione
Il film è stato presentato in anteprima alla Festa della Rivoluzione di Pescara l'8 settembre 2020 e agli Incontri del Cinema d'Essai a Mantova il 7 ottobre 2020; avrebbe dovuto essere distribuito nelle sale cinematografiche italiane a partire dal 5 novembre 2020, ma è stato rinviato a causa della chiusura delle sale per la pandemia di COVID-19 al 20 maggio 2021.

## Accoglienza

### Incassi
Il film ha aperto al primo posto al botteghino alla fine del primo fine settimana di programmazione nelle sale italiane, incassando 198730 €.

## Riconoscimenti
- 2021 - Nastro d'argento[10][11]
  - Migliore fotografia a Daniele Ciprì
  - Migliori costumi ad Andrea Cavalletto
  - Candidatura per il miglior regista esordiente a Gianluca Jodice
  - Candidatura per il migliore attore protagonista a Sergio Castellitto
  - Candidatura per il migliore attore non protagonista a Francesco Patanè
- 2021 - Premio Flaiano[12]
  - Migliore regia di un'opera prima a Gianluca Jodice
  - Migliori costumi ad Andrea Cavalletto
- 2021 - Globo d'oro[13]
  - Migliore fotografia a Daniele Ciprì
- 2021 - Premio ENIT Taormina Film Fest  a Gianluca Jodice[14]
- 2022 - David di Donatello[15]
  - Candidatura per il miglior regista esordiente a Gianluca Jodice